# Étoile de Bessèges 2007
Der 35. Étoile de Bessèges ist ein Rad-Etappenrennen, dass vom 7. bis 11. Februar 2007 stattfand. Das Radrennen wurde in fünf Etappen über eine Distanz von 737 Kilometern ausgetragen. Es ist Teil der UCI Europe Tour 2007 und dort in die Kategorie 2.1 eingestuft.

## Etappen
| Etappe    | Tag         | Start – Ziel                | km  | Etappensieger      | Führender     |
| --------- | ----------- | --------------------------- | --- | ------------------ | ------------- |
| 1. Etappe | 7. Februar  | Pézenas – Palavas-les-Flots | 148 | Angelo Furlan      | Angelo Furlan |
| 2. Etappe | 8. Februar  | Nîmes – Saint-Ambroix       | 149 | Baden Cooke        | Baden Cooke   |
| 3. Etappe | 9. Februar  | Cendras – La Grand-Combe    | 139 | Nick Nuyens        | Nick Nuyens   |
| 4. Etappe | 10. Februar | Les Fumades – Les Fumades   | 151 | Christophe Mengin  | Nick Nuyens   |
| 5. Etappe | 11. Februar | Gagnières – Bessèges        | 148 | Sébastien Chavanel | Nick Nuyens   |